# Garrel
Garrel község Németországban, Alsó-Szászországban, a Cloppenburgi járásban. Lakosainak száma 15 867 fő (2023. december 31.).

## Fekvése
Oldenburgtól délnyugatra fekvő település.

## Földrajza
Oldenburg várostól 28 km-re délre és Cloppenburg várostól 13 km-re északra fekszik. A közvetlen szomszédságban található a Thülsfelder-gát és a Wildeshauser Geest Természeti Park. Az önkormányzat területe a déli oldenburg mocsarakhoz tartozik.

## Történelme
Nevét 1473-ban említette először "Gerdel" néven, azonban a Garrelről szóló első dokumentum 1479-ből, az Oldenburg-i dokumentumkönyvből származik.
Garrel önálló politikai közösségként csak 1872 óta létezik. Korábban a hely a Krapendorf közösséghez tartozott.

## Galéria

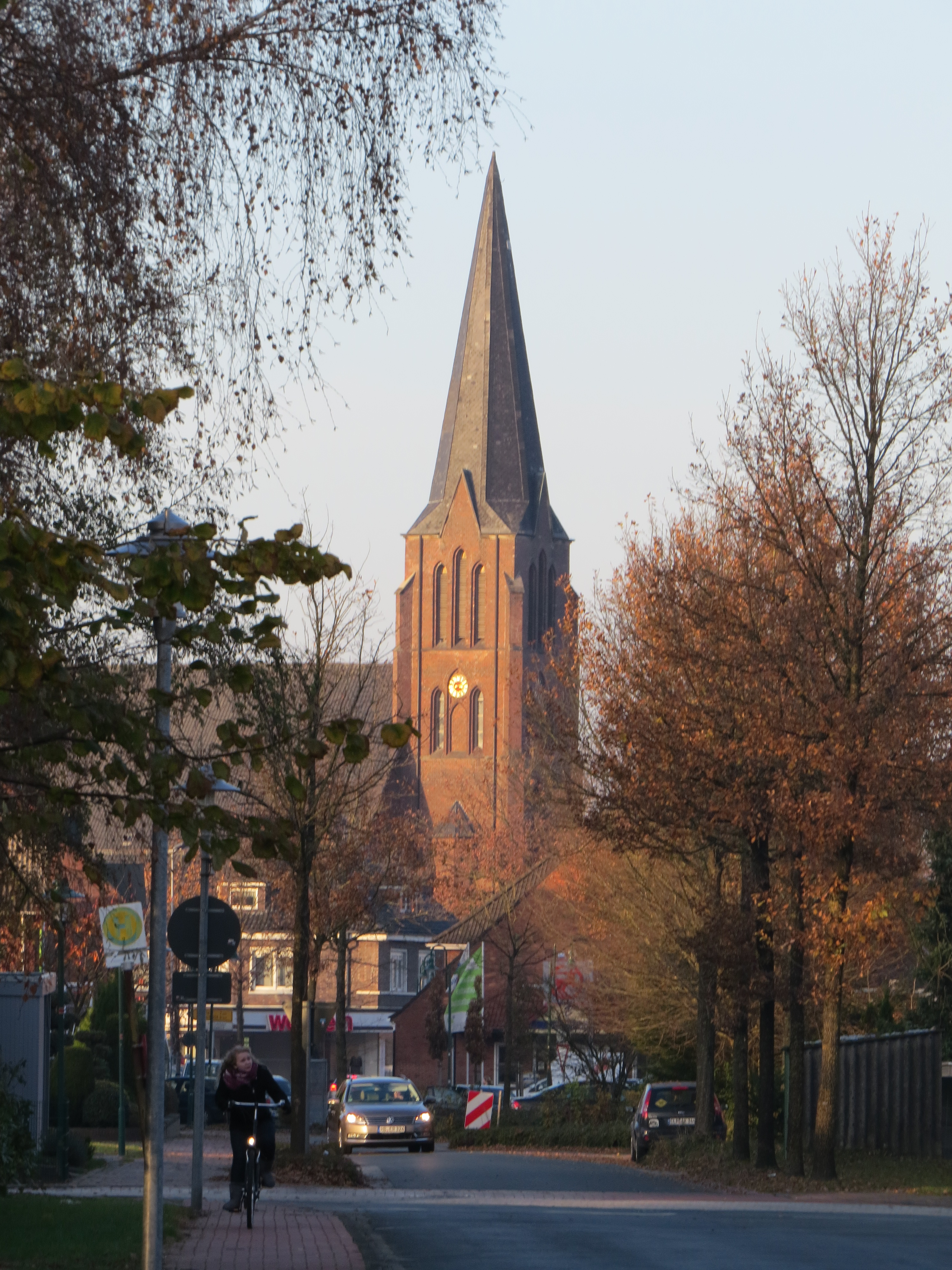
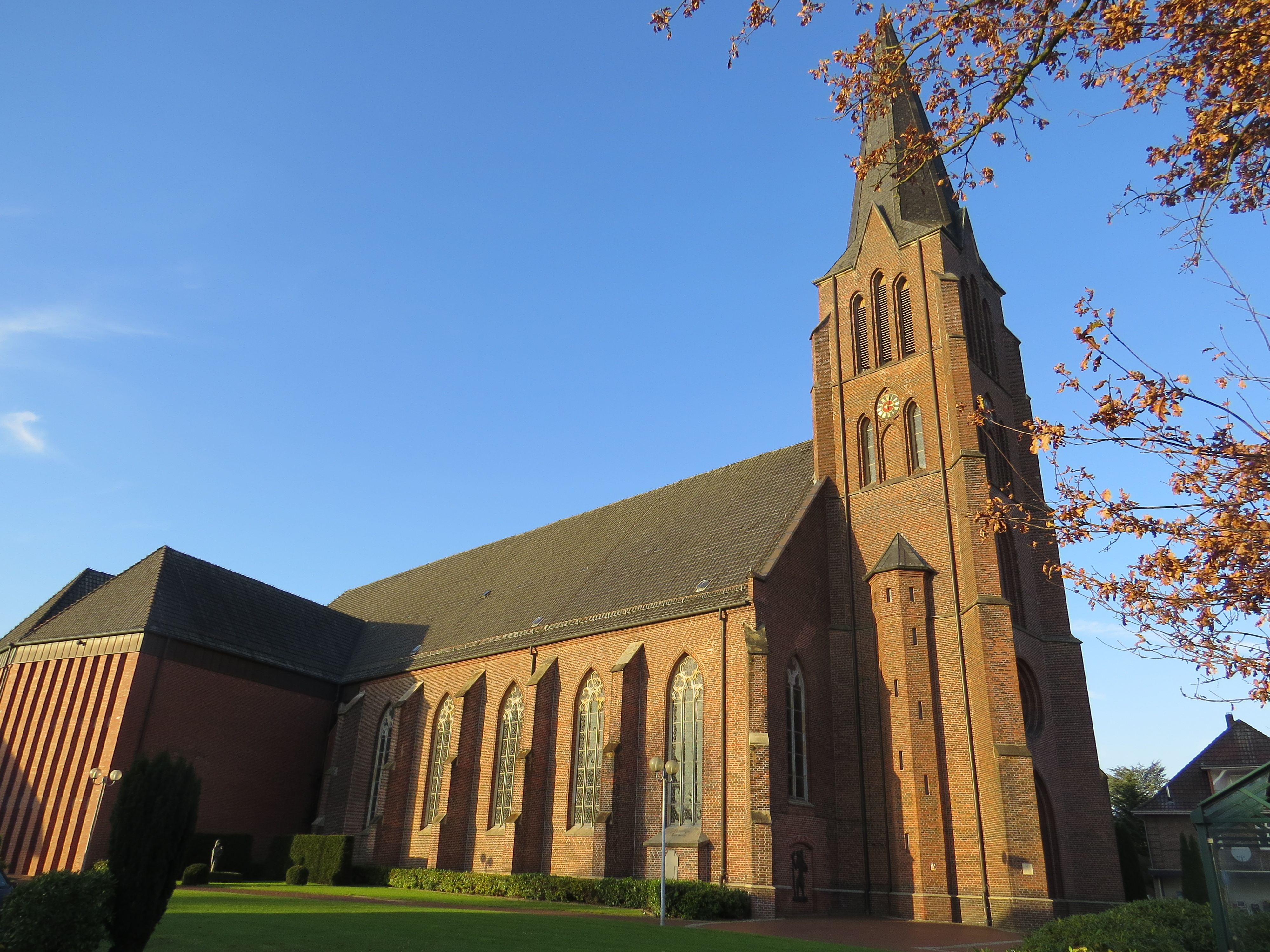
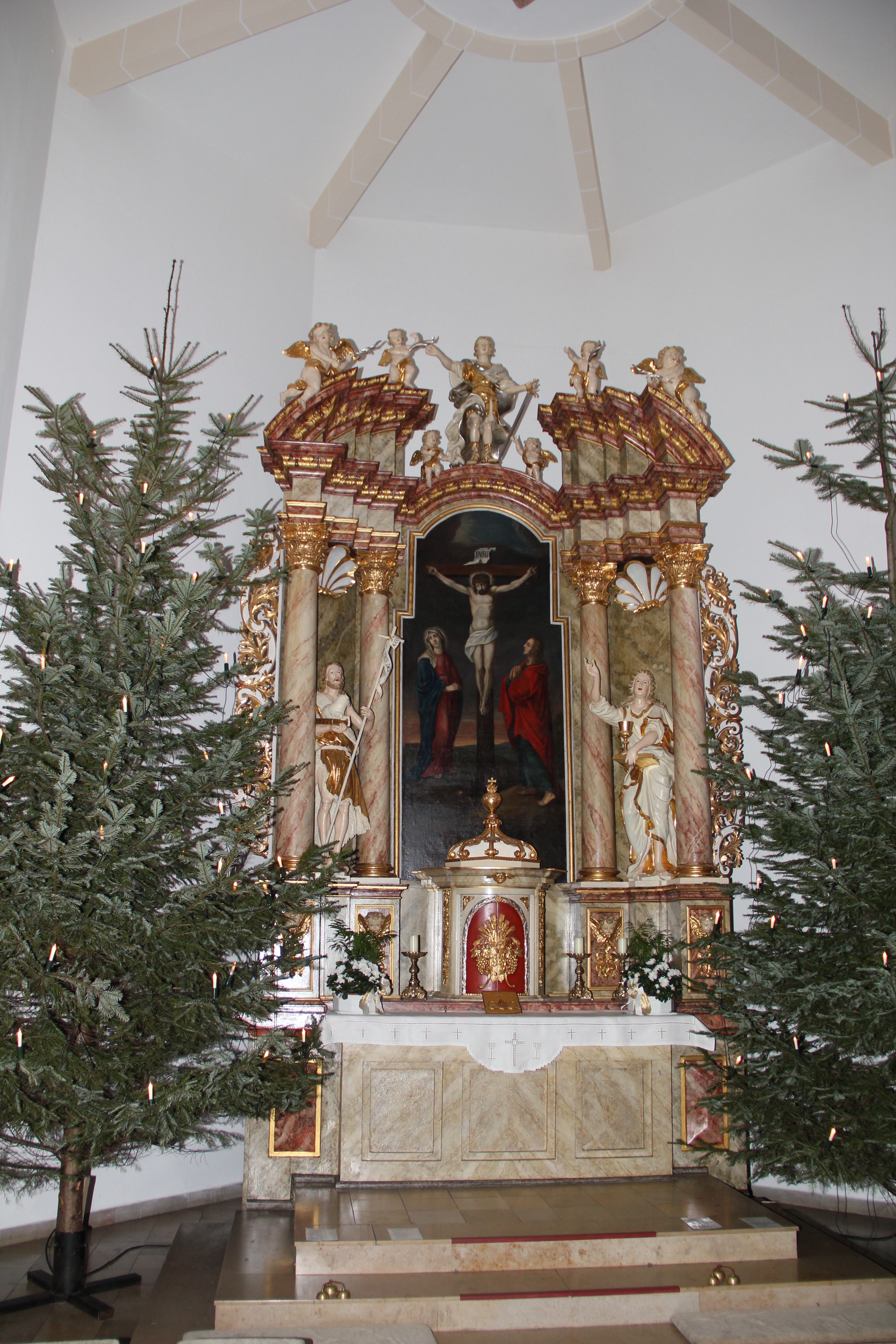
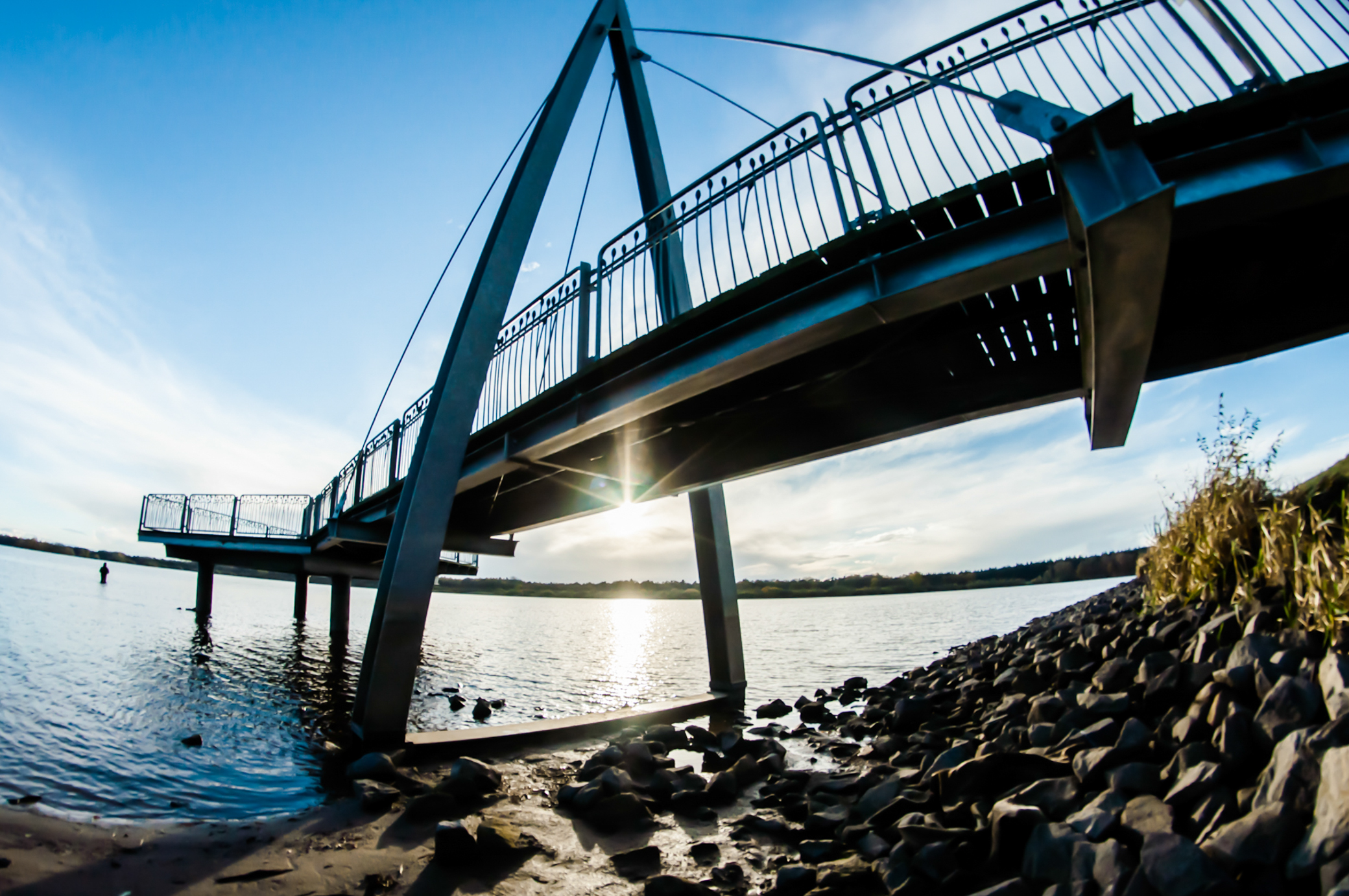
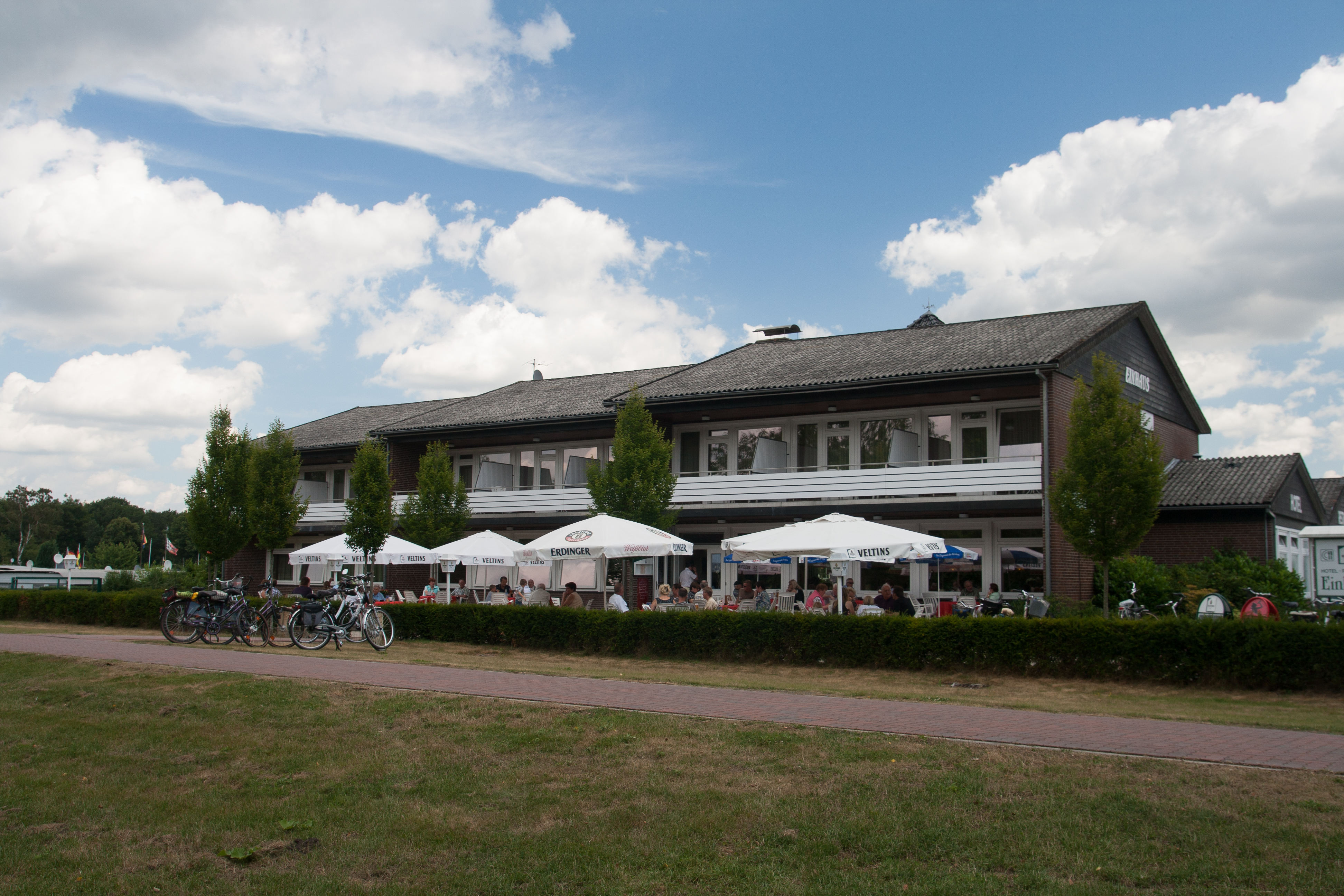
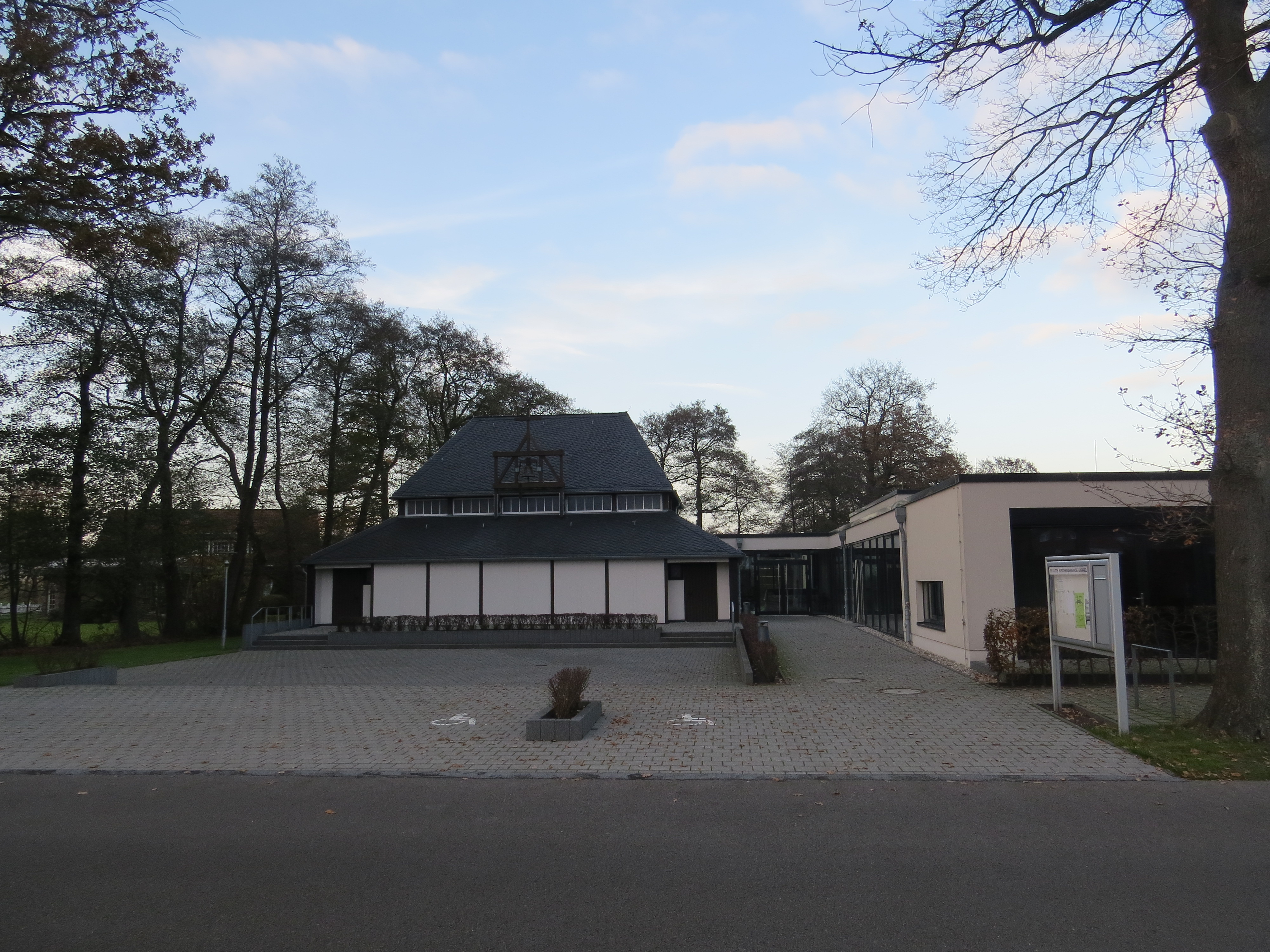
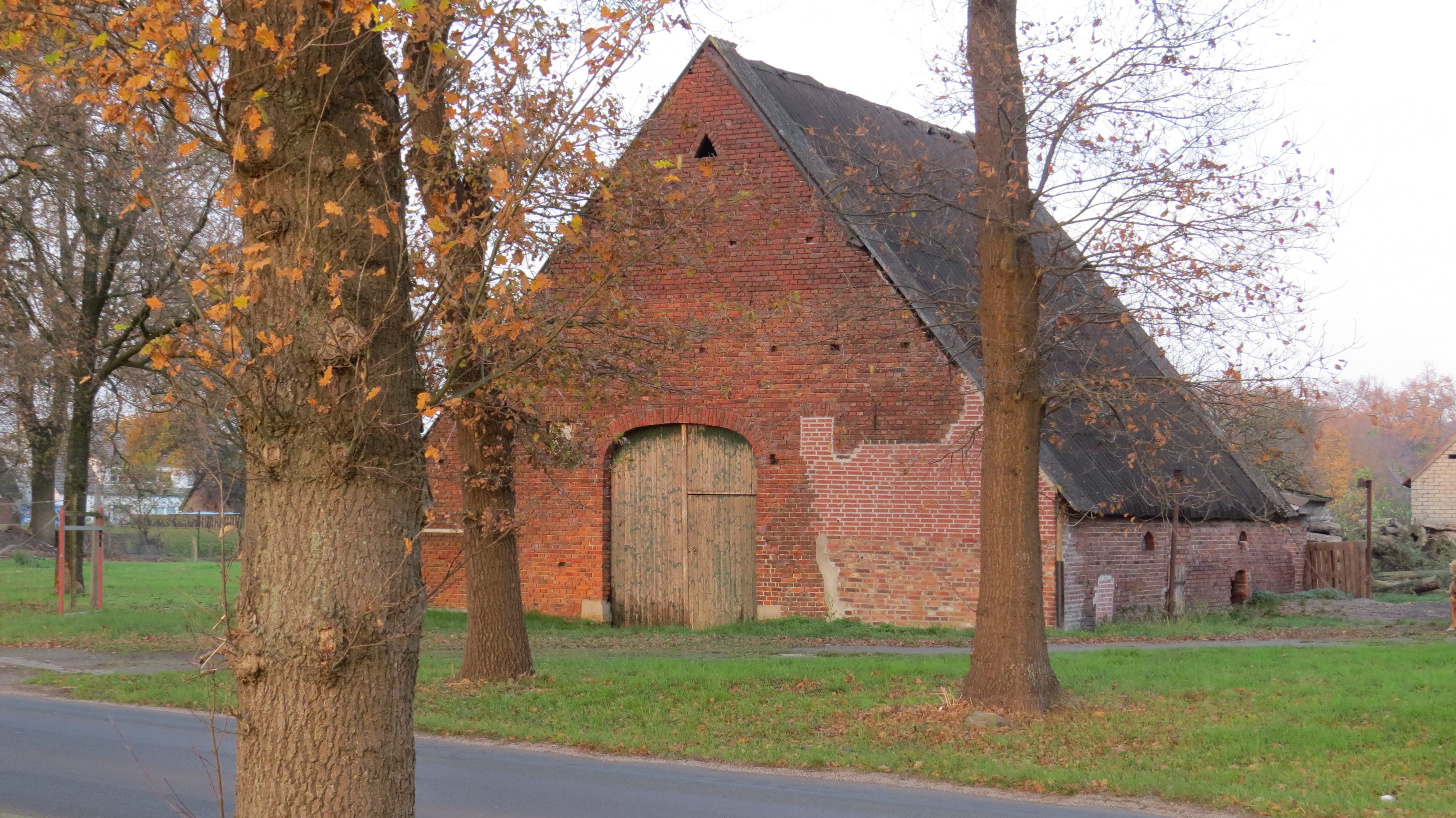

## Látnivalók
- Szent Péter és Pál templom

## Testvértelepülések
- Bléré

## Itt született személyek
- Heinrich Timmerevers (* 1952)- segédpüspök
- Karl-Heinz Bley (született 1952) politikus, 2003 óta az Alsó-Szászországi Országgyűlés tagja